# Gaukönigshofen
Gaukönigshofen est une commune de l'arrondissement de Wurtzbourg en Basse-Franconie.